# Justyna Święty-Ersetic
Justyna Święty-Ersetic (født 3. december 1992) er en polsk atlet, der konkurrerer i sprint. Hun repræsenterede sit land ved sommer-OL 2012 i London, hvor hun kun deltog i 4x400 meter stafet uden at vinde nogen medaljer.
Ved OL i Tokyo 2020 repræsenterede hun Polen i 4x400 m mixed stafet og vandt guld sammen med Karol Zalewski, Natalia Kaczmarek og Kajetan Duszyński. Et par dage senere deltog Święty-Ersetic i kvindernes 4x400 m stafet (Kaczmarek, Iga Baumgart-Witan og Małgorzata Hołub-Kowalik ), hvor de vandt sølv til gruppen.